# Suscha
Die Suscha (russisch Зуша) ist ein 234 km langer rechter Nebenfluss der Oka in Zentralrussland.

## Verlauf
Die Suscha entspringt am Rande der Mittelrussischen Platte in der Oblast Tula, etwa 250 km südlich von Moskau.
Sie fließt anfangs in südwestlicher Richtung in die Oblast Orjol.
Bei Nowosil wendet sich der Fluss  nach Nordwesten. 
Dort weist der Fluss Stromschnellen auf.
Die Suscha passiert die Mittelstadt Mzensk und mündet schließlich in den Oberlauf der Oka.
Wichtigster Nebenfluss der Suscha ist der Nerutsch von links.
Die Suscha ist bis Mzensk schiffbar.

## Hydrologie
Die Suscha entwässert ein Areal von 6950 km².
Der Fluss wird hauptsächlich von der Schneeschmelze gespeist.
Der mittlere Abfluss am Pegel bei Mzensk beträgt 28 m³/s.
Die Suscha gefriert üblicherweise Mitte Dezember. Ende März ist der Fluss wieder eisfrei.